# جون وليامز (قسيس)
جون وليامز (بالإنجليزية: John Williams)‏ هو قسيس أمريكي، ولد في 30 أغسطس 1817، وتوفي في 7 فبراير 1899.